# Невроглия
Невроглия (от старогръцки neuron – нерв и glia – лепило) е сложен комплекс от взаимоспомагащи се клетки на нервната тъкан с обща функция и произход. Клетките на невроглията обслужват невроните.
Невроглиалните клетки, наречени още глиални, представляват специфична микроскопична обвивка на невроните от тези клетки. Те обезпечават условия за генериране и предаване на нервните импулси и на част от метаболитните процеси в неврона.
Невроглията изпълнява опорна, хранителна, секреторна и защитна функция. Миелиновата обвивка също се образува от глиални клетки.